# HTC 레전드
HTC 레전드(영어: Legend)는 HTC에서 2010년에 출시한 스마트폰이다. 2010년 2월 16일 스페인 바르셀로나에서 열린 세계 이동통신 전시회에서 처음 선보였고 그 해 3월 31일에 시판되었다. 대한민국에는 2010년 8월 31일 KT를 통하여 출시되었다. 대한민국의 언론에 별도 제품 출시자료를 배포하지 않은채 시중에 소량 공급하여 출시 사실이 뒤늦게 알려지기도 했다.

## 특징
퀄컴의 MSM7227 600 MHz CPU와 384 MB의 저장 공간을 갖추고, HVGA 해상도(320×480)의 AM OLED 화면을 채용하였다. 구글의 안드로이드 2.1 이클레어와 HTC의 센스 UI를 탑재하고 500만 화소와 자동 초점, LED 플래시를 지원하는 카메라를 장착하였다. 충격에 강하고 내구성이 뛰어난 알루미늄 유니바디 구조를 채택하고, 디자이어 및 와일드파이어에 사용된 바 있는 옵티컬 트랙패드를 보조 입력장치로 채용하였다.

## 판매량
대한민국에서는 출시 홍보 및 마케팅의 부재로, 극히 저조한 판매량을 기록하였다.

## 프로요 업그레이드
대한민국 출시 제품의 안드로이드 2.2 프로요 업그레이드는 2011년 2월 21일에 제공되었다.

## 같이 보기
- HTC 디자이어
- HTC 와일드파이어